# Diskuskastning för damer i friidrott vid olympiska sommarspelen 1988
Diskuskastning för damer vid olympiska sommarspelen 1988 i Seoul avgjordes den 29 september.

## Medaljörer
| Gren           | Guld                                 | Guld         | Silver                     | Silver  | Brons                          | Brons   |
| Diskuskastning | Martina Opitz-Hellmann · Östtyskland | 72,30 m (OR) | Diana Sachse · Östtyskland | 71,88 m | Zvetanka Christova · Bulgarien | 69,74 m |

## Resultat

### Kval
- Hölls onsdagen den 28 september 1988

| Placering | Grupp A                    | Längd   |
| --------- | -------------------------- | ------- |
| 1.        | Zdeňka Šilhavá (TCH)       | 66.52 m |
| 2.        | Diana Gansky (GDR)         | 65.40 m |
| 3.        | Svetla Mitkova (BUL)       | 64.68 m |
| 4.        | Larisa Michailtjenko (URS) | 64.32 m |
| 5.        | Yu Hourun (CHN)            | 62.86 m |
| 6.        | Galina Murasjova (URS)     | 62.54 m |
| 7.        | Ramona Pagel (USA)         | 57.50 m |
| 8.        | Connie Price (USA)         | 57.04 m |
| 9.        | Jacqueline McKernan (GBR)  | 50.92 m |
| 10.       | Kim Chun-Hee (KOR)         | 45.88 m |
| —         | Jeanne Ngo Minyemeck (CMR) | NM      |

| Placering | Grupp B                    | Längd   |
| --------- | -------------------------- | ------- |
| 1.        | Martina Hellmann (GDR)     | 67.12 m |
| 2.        | Gabriele Reinsch (GDR)     | 66.88 m |
| 3.        | Tsvetanka Christova (BUL)  | 65.92 m |
| 4.        | Jelina Zvereva (URS)       | 63.26 m |
| 5.        | Carol Cady (USA)           | 62.72 m |
| 6.        | Hou Xuemei (CHN)           | 62.64 m |
| 7.        | Renata Katewicz (POL)      | 60.34 m |
| 8.        | Xing Ailan (CHN)           | 59.26 m |
| 9.        | María Isabel Urrutia (COL) | 53.82 m |
| 10.       | Grace Apiafi (NGR)         | 49.84 m |
| 11.       | Siulolo Vao Ikavuka (TGA)  | 44.94 m |

### Final
| Placering | Kastare                    | Längd   | 1     | 2     | 3     | 4     | 5     | 6     |
| --------- | -------------------------- | ------- | ----- | ----- | ----- | ----- | ----- | ----- |
|           | Martina Hellmann (GDR)     | 72,30 m | 71.84 | 64.80 | 68.70 | 72.30 | 69.66 | 67.50 |
|           | Diana Gansky (GDR)         | 71,88 m | 65.58 | 66.14 | X     | 65.82 | 71.88 | 68.08 |
|           | Tsvetanka Christova (BUL)  | 69,74 m | 66.48 | 66.44 | 64.06 | 66.84 | 69.74 | 69.00 |
| 4.        | Svetla Mitkova (BUL)       | 69,14 m | 63.62 | 65.74 | 65.56 | 67.24 | X     | 69.14 |
| 5.        | Jelina Zvereva (URS)       | 68,94 m | X     | 65.74 | 66.86 | X     | X     | 68.94 |
| 6.        | Zdeňka Šilhavá (TCH)       | 67,84 m | 67.40 | X     | 65.70 | 66.30 | 67.84 | 66.50 |
| 7.        | Gabriele Reinsch (GDR)     | 67,26 m | 67.26 | 66.50 | 63.30 | 65.88 | 66.40 | X     |
| 8.        | Hou Xuemei (CHN)           | 65,94 m | 63.44 | 63.88 | 65.18 | 65.94 | 65.50 | 65.06 |
| 9.        | Yu Hourun (CHN)            | 64.08 m | 62.94 | X     | 64.08 |       |       |       |
| 10.       | Larisa Michailtjenko (URS) | 64.08 m | 64.08 | X     | 45.88 |       |       |       |
| 11.       | Carol Cady (USA)           | 63.42 m | 60.82 | 61.06 | 63.42 |       |       |       |
| 12.       | Galina Murasjova (URS)     | NM      | X     | X     | X     |       |       |       |